# Amy Madigan
Amy Marie Madigan (Chicago, Illinois; 11 de septiembre de 1950) es una actriz estadounidense conocida por su papel como Annie Kinsella en Field of Dreams e Iris Crowe en Carnivàle. También estuvo nominada a un Premio de la Academia por su actuación en Twice in a Lifetime. 

## Carrera
Nominada al Óscar en 1986 por la película Twice in a Lifetime. Desde 2003 hasta 2005, protagonizó en Carnivàle el papel de Iris Crowe. 
Madigan apareció en cuatro episodios de la tercera temporada de Fringe como la madre de Olivia.
Apareció en la serie Grey's Anatomy como la Dra. Katharine Wyatt.
Interpretó a la exsoldado McCoy en la película Calles de Fuego (1984) Streets of Fire con Michel Paré, Diane Lane y Rick Moranis.
Interpretó al personaje de la tía Gladys, en el film Weapons (2025).

## Vida personal
Madigan está casada con el actor Ed Harris desde el 21 de noviembre de 1983. La pareja tiene una hija, Lilly, nacida el 3 de mayo de 1993.

## Premios y distinciones
Premios Óscar
| Año  | Categoría              | Película                | Resultado |
| ---- | ---------------------- | ----------------------- | --------- |
| 1986 | Mejor actor de reparto | La vida puede continuar | Nominada  |